# ファウルウインド岬

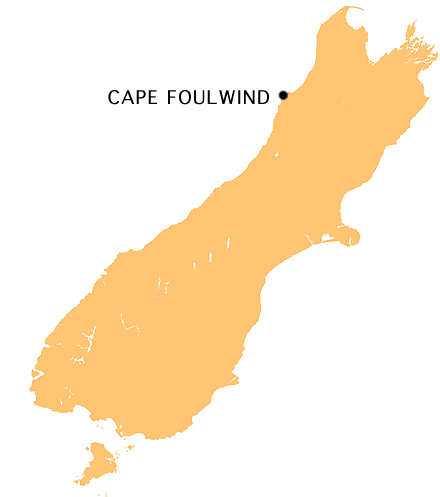
ファウルウインド岬の位置

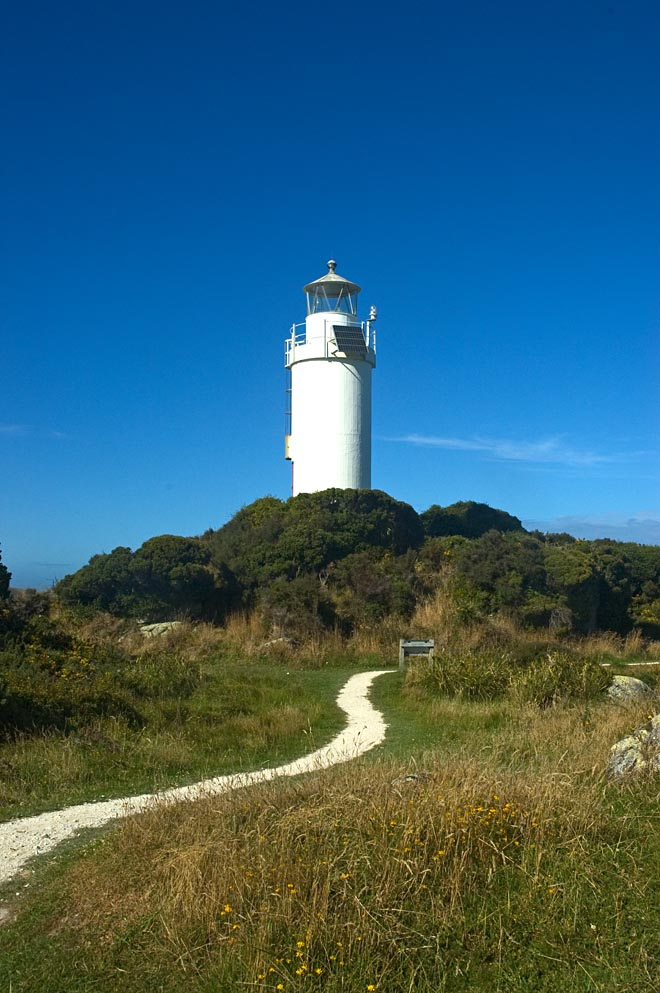
ファウルウィンド岬の灯台

ファウルウインド岬（ふぁうるういんどみさき、Cape Foulwind）は、ニュージーランド、南島の西海岸にある著名な岬。タスマン海に突き出た岬で、岬からは西海岸の荒々しい海岸線を望むことができる。ウエストポートの町からステートハイウェイ（国道）67A号線で10kmほど西にある。

## 名称の変遷
この岬は（ヨーロッパ人には）アベル・タスマンによって発見され（1642年12月14日）、このときにロッキー岬 (Rocky Cape) と名付けられていた。
しかしその後、イギリスの探検家ジェームス・クック（キャプテン・クック）が、乗船するエンデバー号がこの岬付近から強風によってはるか沖に押し流されたことからこの岬を「foul wind（荒れた風）」と名付け、これが現在の名称となっている。

## その他
- 周囲はオットセイの群落地であり、これが観光地ともなっている。
- 噂によると、この岬にある「the Star Tavern」という居酒屋は、ニュージーランドの居酒屋／パブのうちで最もオーストラリアに近い店であるという。